# جنگ‌های ایران و ازبکان
اولین جنگ ایران صفوی و ازبکان خانات بخارا از سال ۱۵۰۲ تا ۱۵۱۰ بین دودمان ازبک شیبانیان به رهبری شیبک خان (محمد شیبانی) و امپراتوری صفوی ایران به رهبری شاه اسماعیل یکم صورت گرفت و با پیروزی ایرانیان و مرگ شیبک خان در نبرد مرو پایان یافت.
بین اسیرانی که شاه اسماعیل در مرو آزاد کرد خواهر ظهیرالدین محمد بابر نواده امیر تیمور گورکانی بود که این امر باعث دوستی و نزدیکی دودمان‌های صفوی ایران و گورکانی هند گردید.
در سال ۱۵۰۲، اندکی پس از آنکه محمد شیبانی تاخت‌وتاز فرمانروای تیموریِ فرغانی بابر را شکست داد، شاه اسماعیل صفوی کل ایران را گشود. سپس شیبانی و سوارانش یورش به امپراتوری تیموری را آغاز کردند. بدیع‌الزمان میرزا از شاه ایران درخواست کمک کرد و اسماعیل وارد جنگ با شیبانیان شد. شیبانی در سال ۱۵۰۷ پایتخت جنوبی تیموریان هرات را گرفت و سپس شیبانی به جنگ با خانات قزاق در شمال رفت. در همین حال، بدیع‌الزمان میرزا به امپراتوری ایران پناهنده شد. شاه اسماعیل و لشکر تیموری با هم، هم‌پیمان شدند و برای رویارویی با سپاه ازبکان آماده گشتند. در جنگ مرو، دو ارتش هم‌پیمان، شیبانیان را شکست داد و شیبانی در تلاش برای گریز کشته شد.

## پیامد
دودمان تیموریان از ۱۵۱۰ تا ۱۵۲۵ از سوی بابر گشوده و بابر به عنوان فرمانروا قدرت را به دست گرفت. در سال ۱۵۲۶ بابر به هند تاخت و تیموریان را گسترش داد که در هند به امپراتوری مغول آوازه یافت.

## دیگر جنگ ها تا پایان سلسله افشاریان
- نبرد مرو در سال ۱۵۱۱ میلادی میان صفویان به همراهی بابر گورکانی در برابر شیبانیان

- نبرد گذرگاه آب دره در سال ۱۵۱۱ میان بابر گورکانی و شیبانیان

- جنگ غجدوان در سال ۱۵۱۲ میان صفویان به همراهی بابر گورکانی در برابر شیبانیان

- نبرد جام ۱۵۲۸
- حمله ازبک‌ها به نیشابور و شکست آنها در زمان شاه اسماعیل دوم

- حمله ازبک‌ها به خراسان (۱۵۷۸)
- حمله ازبک‌ها به خراسان (۱۵۸۷–۱۵۸۸)
- سقوط قلعه هرات (۱۵۸۸–۱۵۸۹)
- حمله ازبک‌ها به سیستان (۱۵۹۰–۱۵۹۱)
- جنگ ایران با ازبک‌ها (۱۵۹۲)
- جنگ ایران با ازبک‌ها (۱۵۹۵)
- جنگ ایران با ازبک‌ها (۱۵۹۸)

- حمله ازبک‌ها به ایران (۱۶۲۹)
- حمله ازبک‌ها به ایران (۱۶۳۱–۱۶۳۲)

- حمله ازبک‌ها به ایران (۱۶۳۴)
- لشکرکشی نادرشاه به فرارود (۱۷۳۷–۱۷۴۰)